# Джанна Марія Канале
Джианна Марія Канале (італ. Gianna Maria Canale; *12 вересня 1927, Реджо-Калабрія — †13 лютого 2009, Сутрі) — італійська акторка.

## Життєпис
Народилася в Реджо-Калабрія. У 1947 році на конкурсі краси «Міс Італія», на яких перемогла Лючія Бозе, вона зайняла друге місце. Отримала запрошення для фотосесії в багатьох італійських журналах після цього. Її зовнішність порівнювали з Авою Гарднер. Ріккардо Фреда запропонував їй роль і після цього вони одружилися в Бразилії, де було знято два фільми. Канале, однак, не звикла до життя в Південній Америці і повернулася до Італії, де знялася в багатьох італійських фільмах, в том числі і фільмах жахів і пригодницьких. Вона пішла з кіноіндустрії в 1964 році у вікі 37 років, померла в Сутрі 2009 року.

## Фільмографія
- Aquila nera (1946)
- Таємничий лицар / Il cavaliere misterioso (1948)
- Guarany реж. Ріккардо Фреда (1948)
- O Caçula do Barulho (1949)
- Син д'Артаньяна / Il figlio di D'Artagnan (1949)
- Il conte Ugolino (1949)
- Totò le Mokò реж. Carlo Ludovico Bragaglia (1949)
- Il bacio di una morta (1949)
- La vendetta di Aquila nera реж. Ріккардо Фреда (1951)
- Vedi Napoli e poi muori (1951)
- Il tradimento реж. Ріккардо Фреда (1951)
- Allo sbaraglio (Go for Broke!) реж. Robert Pirosh (1951)
- П'явська легенда / La leggenda del Piave (1952)
- L'eterna catena (1952)
- Спартак / Spartaco (1953)
- Missione ad Algeri та Dramma nella Kasbah (1953)
- Allarme a sud (1953)
- L'ombra (1954)
- Феодора, імператриця візантійська (1954)
- Madame du Barry (1954)
- Donne sole (1955)
- Il coraggio (1955)
- Наполеон / Napoleone (1955)
- La castellana del Libano (1956)
- Вампіри / I vampiri (1957)
- La Gerusalemme liberata (1957)
- Il corsaro della mezzaluna (1957)
- Le schiave di Cartagine (1957)
- Le fatiche di Ercole (1958)
- Il segreto di Montecristo (1958)
- La rivolta dei gladiatori (1958)
- Tutta la verità (1958)
- Gli avventurieri dei tropici (1959)
- I cavalieri del diavolo (1959)
- La Venere dei pirati (1960)
- L'ultimo zar (1960)
- La regina delle Amazzoni (1960)
- Il conquistatore d'Oriente (1960)
- La Venere dei pirati (1960)
- Maciste contro il vampiro (1961)
- Il conquistatore di Corinto (1961)
- Il guascone (1962)
- Il Leone di San Marco (1962)
- Il figlio di Spartacus (1963)
- La tigre dei sette mari (1962)
- Бум / Il boom (1963)
- Le avventure di Scaramouche (1964)
- Il treno del sabato (1964)
- Il ponte dei sospiri (1964)